# Ghar-e Pariyan
Ghar-e-Pariyan é uma caverna perto de Isfahan. Ela está situado a uma altitude de 2.967 m acima do nível do mar. Sua entrada mede aproximadamente 1,6 x 1,2 metros. O sistema de cavernas Parian, situado a 8 quilômetros da vila de Abyaneh na província de Isfahan, foi descoberto há menos de 20 anos. A 2.967 metros acima do nível do mar, a caverna possui salões com 120 metros de profundidade, cheios de formações de pedra natural, estalactites e estalagmites.